# Darekh
Alburnus tarichi
Espèce
Statut de conservation UICN

 NT  : Quasi menacé
Le darekh ou tarek (Alburnus tarichi) est une espèce de poissons de la famille des Cyprinidés endémique du lac de Van en Turquie.
Les eaux du lac de Van sont très salées (mais moins que l'eau de mer). De ce fait, le darekh est le seul poisson à s'être adapté à la vie dans ce lac de montagne. Le darekh remonte les rivières qui alimentent le lac de Van pour y pondre ses œufs avant de regagner le lac. Ainsi, le darekh peut vivre à la fois dans l'eau douce des rivières et dans l'eau salée du lac.